# Ajeltake
Ajeltake – miejscowość na Wyspach Marshalla; na atolu Majuro; 1700 mieszkańców (2006). Ośrodek turystyczny.